# Mário Sabino
Mario Sabino Júnior (ur. 23 września 1972, zm. 25 października 2019) – brazylijski judoka. Dwukrotny olimpijczyk. Zajął siódme miejsce w Sydney 2000 i odpadł w eliminacjach w Atenach 2004. Walczył w wadze półciężkiej.
Brązowy medalista mistrzostw świata w 2003; uczestnik zawodów w 2001. Startował w Pucharze Świata w latach 2002–2004, 2006. Złoty medalista igrzysk panamerykańskich w 2003, a także igrzysk Ameryki Południowej w 2002. Zdobył trzy medale mistrzostw panamerykańskich w latach 2003 - 2006. Trzykrotnie na podium wojskowych MŚ. Mistrz Ameryki Południowej w 2004 roku. 

## Letnie Igrzyska Olimpijskie 2000
| Konkurencja | Eliminacje               | Eliminacje                 | Eliminacje          | Repasaże                 | Repasaże              | Klas. końcowa |
| Konkurencja | Przeciwnik I             | Przeciwnik II              | 1/4                 | Przeciwnik I             | Przeciwnik II         | Miejsce       |
| ----------- | ------------------------ | -------------------------- | ------------------- | ------------------------ | --------------------- | ------------- |
| 100 kg      | Daniel Gürschner (GER) Z | Marius Paškevičius (LTU) Z | Luigi Guido (ITA) P | Armen Bagdasarov (UZB) Z | Ari’el Ze’ewi (ISR) P | 7.            |

## Letnie Igrzyska Olimpijskie 2004
| Konkurencja | Eliminacje            | Klas. końcowa |
| Konkurencja | Przeciwnik I          | Miejsce       |
| ----------- | --------------------- | ------------- |
| 100 kg      | Ari’el Ze’ewi (ISR) P | 1 runda       |